# Regno di Nri
Il regno di Nri (Igbo: Ọ̀ràézè Ǹrì) fu uno stato medievale situato nell'attuale Nigeria. Il regno esisteva come sfera di influenza religiosa e politica su una parte significativa di quello che oggi è conosciuto come "Igboland", ed era amministrato da un re-sacerdote chiamato Eze Nri. Gli Eze Nri gestivano il commercio e la diplomazia per conto del popolo Nri, un sottogruppo del popolo Igbo, e possedevano autorità divina in materia religiosa.

## Storia
La lista tradizionale dei re di Nri fa risalire la fondazione del regno al mitico patriarca Eri, descritto come un "essere del cielo", inviato sulla terra da Chuku, il dio supremo della religione igbo. A lui viene attribuito il merito di aver dato per primo l'ordine sociale alla gente di Nri, e fu succeduto da Ìfikuánim, primo effettivo Eze Nri. La datazione dei primi re è complicata dal fatto che la tradizione riteneva che sarebbero dovuti trascorrere almeno sette anni dalla morte di un Eze Nri prima che si potesse determinare un successore; l'interregno serviva come periodo di divinazione dei segni del defunto re, che avrebbe comunicato la sua scelta del successore dall'oltretomba nei sette o più anni successivi alla sua morte. Lo storico del popolo igbo Angulu Onwuejeogwu situa il regno di Ìfikuánim all'inizio del XI secolo, precisamente dal 1043 al 1089. Chambers indica il 1225 circa, mentre altri autori suggeriscono che i primi re abbiano governato intorno al 1500.
L'espansione del regno di Nri fu ottenuta inviando gli mbùríchi, o "convertiti", verso altri insediamenti. La fedeltà all'Eze Nri non veniva ottenuta con la forza militare, ma prevalentemente attraverso un giuramento rituale. L'autorità religiosa era conferita al re locale e i legami venivano mantenuti tramite gli mbùríchi viaggianti. Verso la fine del XVI secolo, l'influenza Nri si estese ben oltre la sua regione nucleare, fino agli insediamenti Igbo e Igala sulla sponda occidentale del Niger e all'Impero del Benin.
L'influenza di Nri su gran parte della Nigeria sudorientale durò dai regni del quarto Eze Nri a quello del nono, ovvero dal XIII al XVII secolo secondo la lista tradizionale. Successivamente emersero conflitti interni, che probabilmente riflettevano l'importanza economica della nascente tratta degli schiavi. A differenza di molte economie africane del periodo, Nri non praticava la proprietà o il commercio degli schiavi, e ogni schiavo che metteva piede sul suolo di Nri veniva considerato libero. Tuttavia la consuetudine e la dottrina religiosa nativa non furono in grado di opporsi alle opportunità economiche derivanti da questo nuovo commercio.
L'influenza degli Nri diminuì dopo l'inizio del XVIII secolo. Tuttavia, sopravvisse in una forma molto ridotta e indebolita fino al 1911, quando una spedizione condotta dalle truppe coloniali britanniche costrinse l'Eze Nri a rinunciare al potere rituale, ponendo fine a Nri come regno indipendente.